# Штайнхаймский кратер
Штайнхаймский кратер — ударный кратер, образовавшийся вследствие импактного события неподалеку от поселка Штайнхайм-ам-Альбух, земля Баден-Вюртемберг, район Хайденхайм.

## Вид
Штайнхаймский кратер имеет вид близкий к окружности со средним диаметром примерно 3,8 километра. В центре кратера расположен холм, Штайнхирт, высотой около 50 метров относительно современного дна кратера, при этом современное дно кратера лежит примерно на 100 метров ниже окружающего плоскогорья Альбух.
В кратере расположен округ Штайнхайм, имеющий местное самоуправление.

## Происхождение
Штайнхаймский кратер образовался примерно 14-15 миллионов лет назад в результате импактного события при падении метеорита размером приблизительно 100—150 метров со скоростью ок. 20 километров в секунду (72.000 км/ч). При этом произошёл взрыв, высвободивший энергию около 1018 джоулей (соответствует примерно 18 000 бомб, сброшенных на Хиросиму), что привело к образованию огромной пустыни в области Ольштальб. Вначале образовался кратер глубиной около 200 метров, в центре которого вспучилась горная порода, образовав холм высотой около 100 метров (Центральный холм).
После падения метеорита образовалось кратерное озеро, которое затем обмелело и высохло, образовав долину Венталь. Обнаруженные в осадочных горных породах, толщина которых достигает 50 метров, фоссилии позволяют сделать вывод, что Штайнхаймский кратер образовался одновременно с расположенной примерно на 40 километров северо-восточнее котловиной Нёрдлингенский Рис при так называемом Рисском событии. Поэтому речь идёт о космическом теле, следствием падения которого являются оба кратера, об астероиде, который сопровождался более мелким спутником. В последних исследованиях высказывается предположение о том, что Штайнхаймский метеорит состоял из каменной (или каменно-железистой) породы.

## Геология и палеонтология
Вал кратера состоит из сдвинутых и опрокинутых глыб известняка юрского периода. Частично глыбы известняка также раздроблены и образуют брекчии из разных по размерам обломков с острыми краями. Скважины показывают, что на дне кратера под осадочными породами также имеются брекчии, которые состоят из камней, выброшенных вверх при падении метеорита и снова упавших на дно (вторичные брекчии). Местами импактные брекчии Штайнхаймского кратера имеют зювитный характер. Центральный холм состоит преимущественно из известняка и песчаника среднего и позднего юрского периода, которые в нетронутых отложениях за пределами кратера можно встретить только на глубине примерно 300 метров.
В известнике центрального холма также были найдены, так называемые конусы растрескивания. Такие поверхностные структуры образуются при прохождении ударной волны через камень при импакте. Конусы растрескивания были впервые в мире найдены в Штайнхаймском кратере и описаны около 1905 года, конечно, без объяснения их происхождения. Сегодня они известны по многочисленным другим земным кратерам и считаются однозначными признаками импактного события.
Осадочные породы богаты фоссилиями эпохи миоцена, так что Штайнхаймский кратер относится к важнейшим местам находок этой геологической эпохи. Наряду с многочисленными находками позвоночных (среди которых рыбы, пресмыкающиеся, птицы и млекопитающие) эти осадочные породы славятся, прежде всего, большим количеством находимых в них окаменелостей раковин моллюсков (так называемый Штайнхаймский ракушечный песок). В 1862 году палеонтолог Франц Хильгендорф исследовал раковину пресноводной улитки гираулус, вид семейства катушек, и установил, что форма раковины, найденной в более молодых слоях осадочных пород постепенно менялась по сравнению с раковиной, найденной в более старых слоях. Находки раковин стали, тем самым, первым подтверждением публикаций 1859 года теории эволюции Чарльза Дарвина.
В районе Штайнхайма Зонтхайм находится открытый в 1978 году музей метеоритного кратера, который является исходной точкой для геологического туристического маршрута через Штайнхаймский кратер.

## Галерея видов
- Центральный холм
- Известняковые скалы „Штайнхирт“ на вершине центрального холма
- Конус растрескивания из Штайнхаймского кратера

## Подробности
1. ↑  Mattmüller, 1994
2. 1 2  Stöffler, Artemieva und Pierazzo, 2002
3. 1 2  Baier und Scherzinger, 2010
4. 1 2  Schmieder und Buchner, 2009
5. ↑  Baier, 2012
6. ↑  Heizmann und Reiff, 2002